# Violès
Violès ist eine südfranzösische Gemeinde mit 1745 Einwohnern (Stand 1. Januar 2022) im Département Vaucluse in der Region Provence-Alpes-Côte d’Azur. Sie gehört zum Kanton Vaison-la-Romaine im Arrondissement Carpentras.

## Geographie
Die angrenzenden Gemeinden sind
- Cairanne und Rasteau im Norden,
- Sablet im Nordosten,
- Gigondas im Osten,
- Vacqueyras und Sarrians (Berührungspunkt) im Südosten,
- Jonquières im Süden,
- Camaret-sur-Aigues und Travaillan im Westen.

## Geschichte
Violès wurde früher durch eine Schmalspurbahn bedient.

## Weblinks

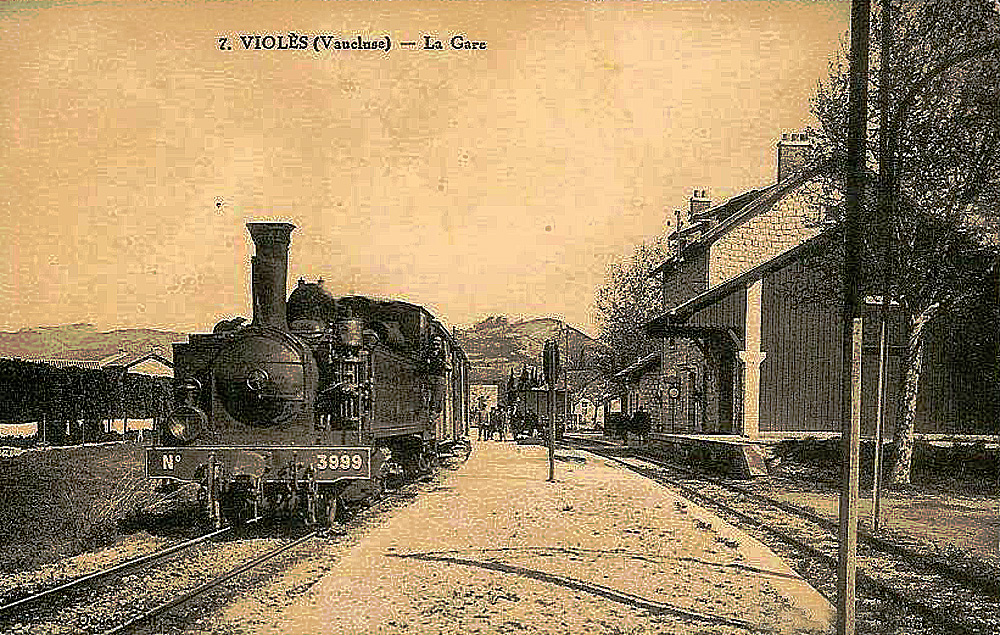
Ein Dampfzug bedient Violès.
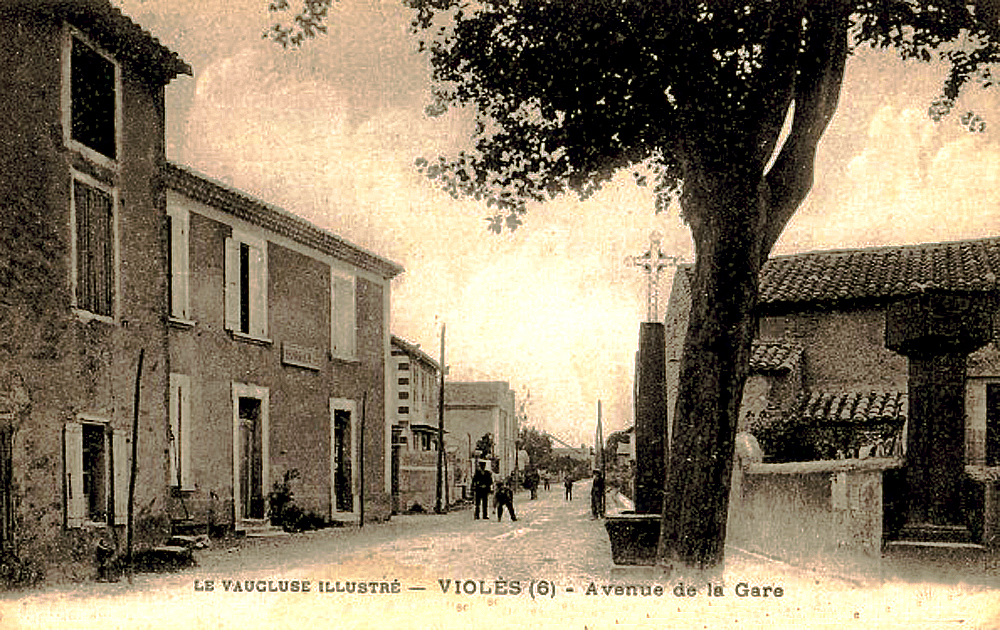
Die Bahnhofstraße, genannt Avenue de la Gare, auf einer alten Postkarte
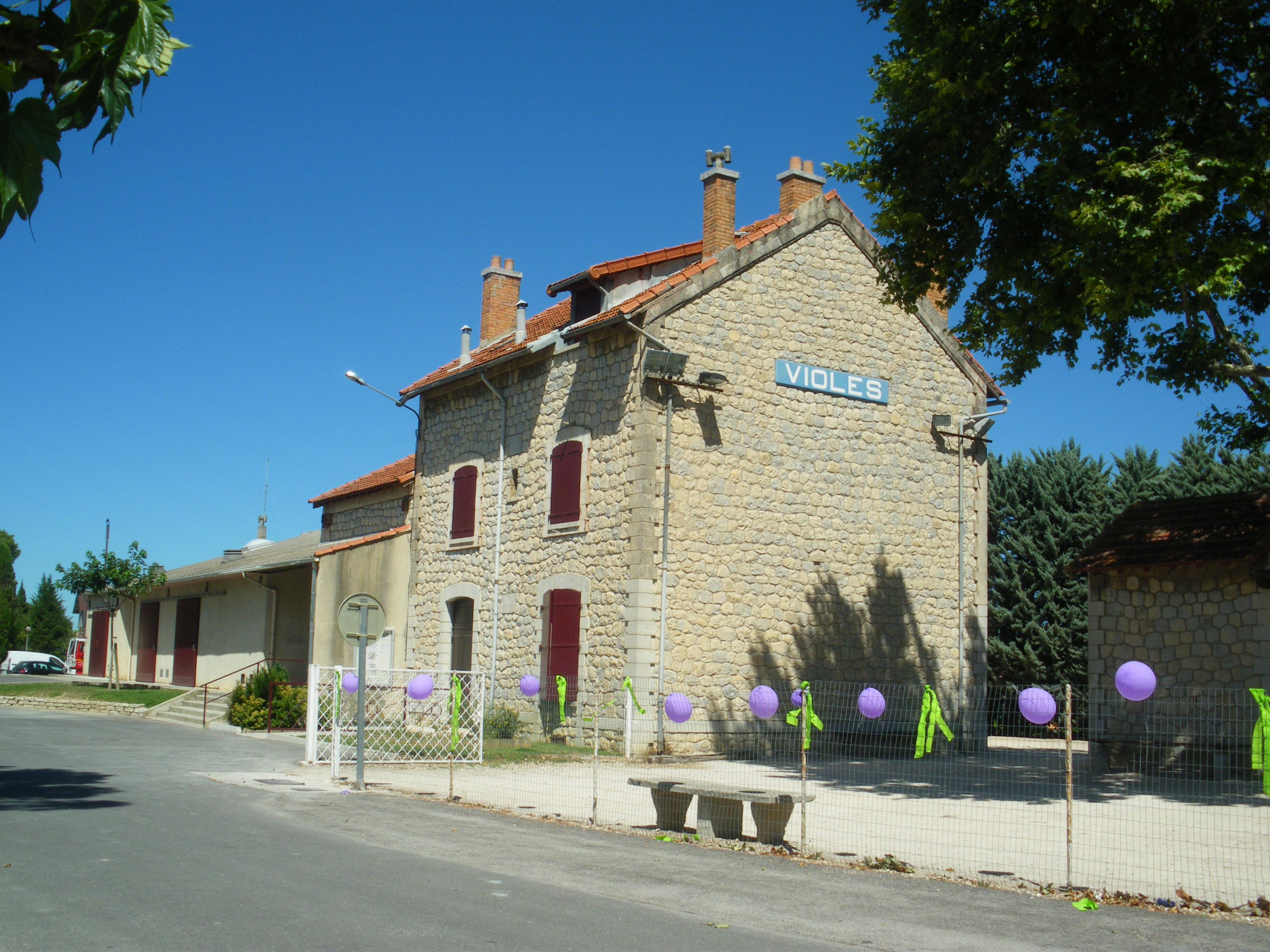
Das vormalige Stationsgebäude
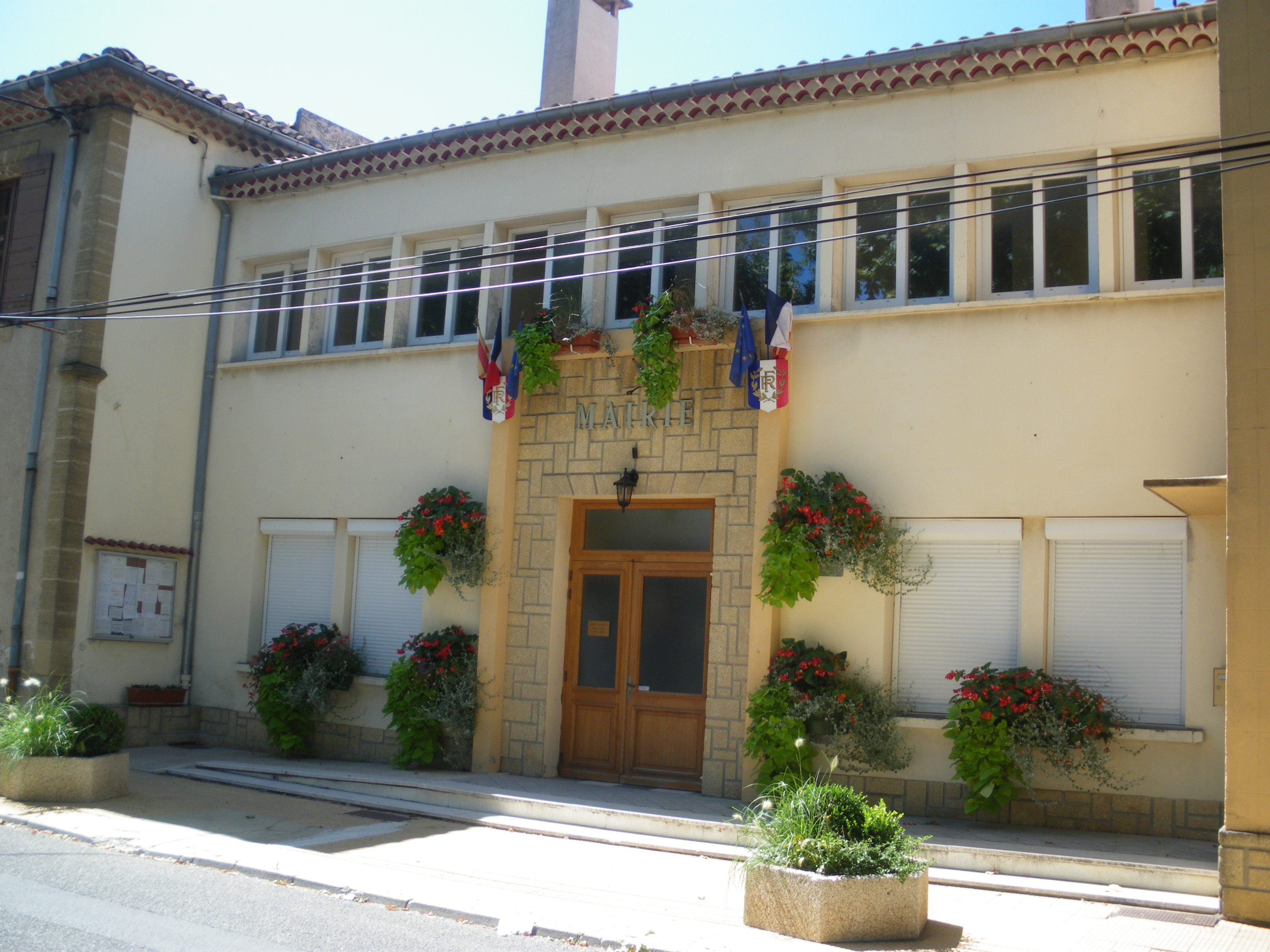
Mairie

### Bevölkerungsentwicklung
| Jahr      | 1962 | 1968 | 1975 | 1982 | 1990 | 1999 | 2008 | 2011 |
| --------- | ---- | ---- | ---- | ---- | ---- | ---- | ---- | ---- |
| Einwohner | 1080 | 1161 | 1127 | 1198 | 1360 | 1536 | 1539 | 1560 |